# Klášter Fontfroide
Klášter Fontfroide, celým názvem klášter Panny Marie z Fontfroide (Abbaye Sainte-Marie de Fontfroide) je cisterciácké opatství poblíž jihofrancouzského města Narbonne v departementu Aude. Bylo založeno v roce 1093 původně jako benediktinské a v letech 1144-1145 přešlo k řádu cisterciáků. Během albigenské křížové výpravy byl klášter střediskem pravé katolické víry. Ve 2. polovině 12. století a v první polovině 13. století získal darem od Ermengardy z Narbonne a Olivera z Termes četné pozemky, které mu umožnily rozsáhlou výstavbu. V roce 1334 byl jeden ze zdejších opatů, Jacques Fournier, zvolen jako papež Benedikt XII. Mniši klášter opustili na počátku 20. století. Opatství je jedním z nejlépe zachovaných cisterciáckých klášterů 12. a 13. století a od roku 1862 je chráněno jako historická památka.

## Historie

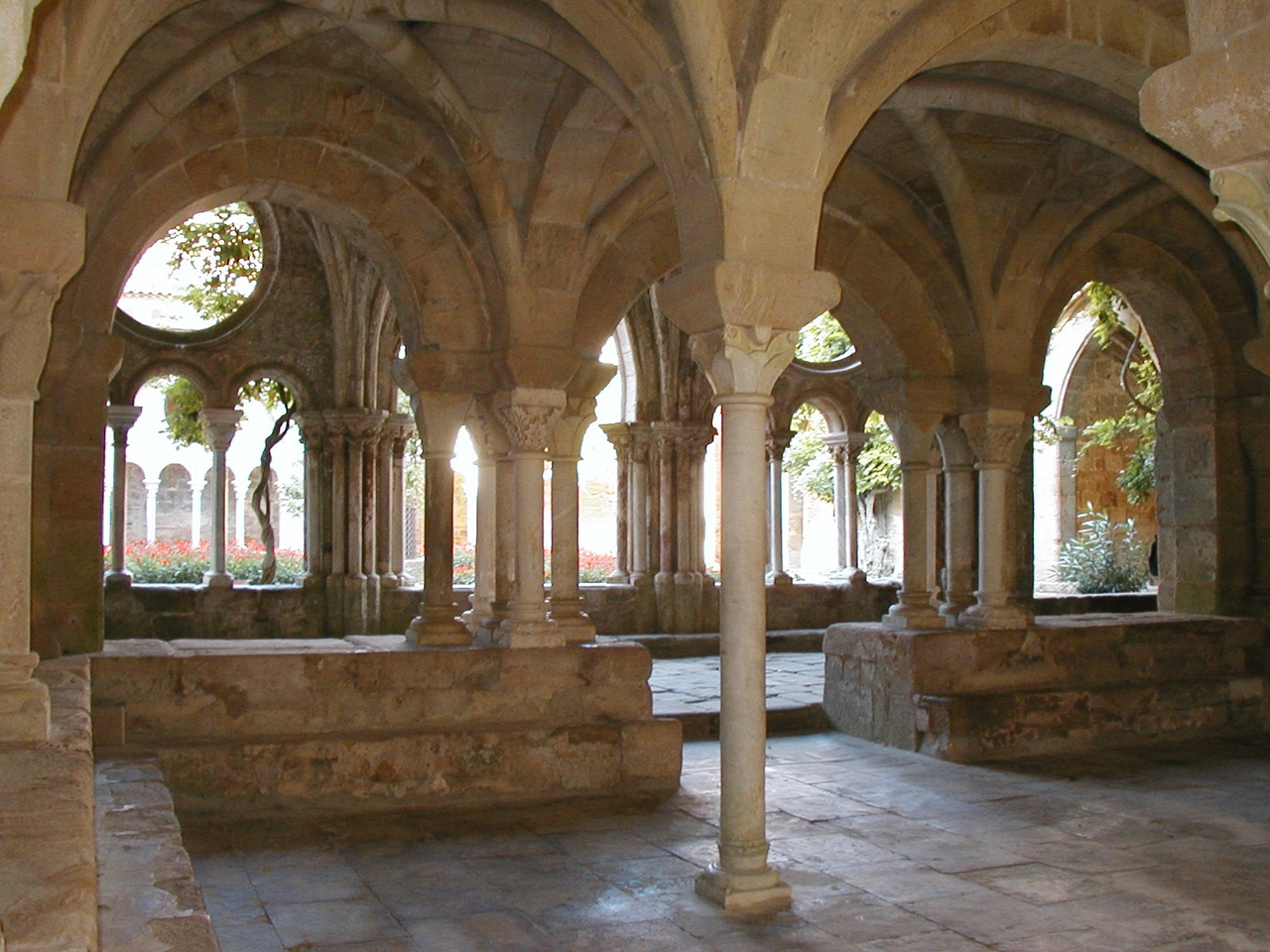
Pohled kapitulní síní do křížové chodby

Volba umístění kláštera neodpovídá zvyklostem tehdy mladého řádu benediktinů, kteří pro založení klášterů hledali osamělá a mimo civilizaci položená místa. Proč tomu tak nebylo v tomto případě, není známo ani vysvětleno. Klášter byl založen roku 1093, ještě před založením kláštera Cîteaux (1098), skupinou mnichů, kteří od Aymerica, hraběte z Narbonne obdrželi poblíž římského mostu neobdělávanou půdu. Zakládající mnichové se sice zpočátku řídili regulí sv. Benedikta, ale rostoucí obliba reformy Bernarda z Clairvaux se nevyhnula ani tomuto klášteru. Mateřským klášterem se stal klášter Grandselve severovýchodně od Toulouse. Jméno Fontfroide pochází z latinského fons frigidus, tj. studený pramen, který odpovídá zvyku cisterciáků zřizovat kláštery na vodních tocích.
Nejpozději v roce 1146 se klášter připojil k cisterciáckému řádu, snad i pod přímým vlivem Bernarda z Clairvaux, který podnikl cestu ke zdejším hrabatům a biskupům, a jehož cesta vedla v roce 1146 právě do Fontfroide. Ve stejném roce začala výstavba klášterního kostela. Podle jiných pramenů to bylo v roce 1157. Také křížová chodba a kapitulní sál pocházejí z 12. století. Severní galerie byla v 17 a 18. století doplněna o jedno patro. Její velké arkády zůstaly otevřené.

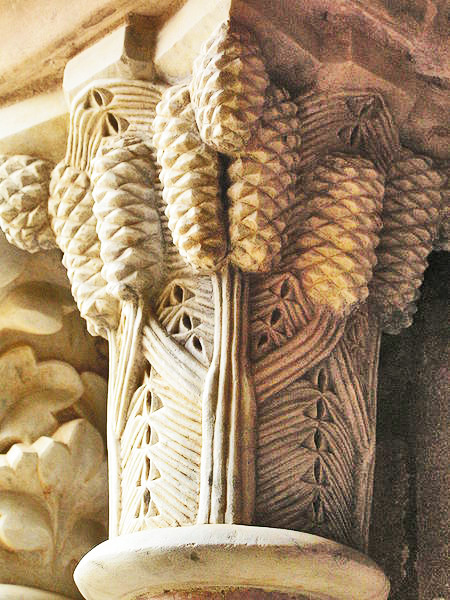
Detail hlavice sloupu v ambitu

Díky členství v cisterciáckém hnutí se opatství rychle stalo jedním z nejvýznamnějších míst řádu v jižní Francii. K podporovatelům kláštera patřili Gerard z Roussillonu, Alfons V. Aragonský nebo Vilém z Montpellieru, hrabě z Toulouse. V roce 1151 nechal Ramon Berenguer IV. Barcelonský založit dceřiný klášter v Katalánsku. Klášter Poblet se stal prvním dceřiným klášterem Fontfroide a překonal svůj mateřský klášter ve významu a vlivu, neboť se stal pohřebištěm aragonských králů. Druhým dceřiným klášterem se stal v roce 1242 klášter Valbonne v jižní Francii.
Na přelomu 12. a 13. století dosáhl význam kláštera svého vrcholu. V průběhu křížové výpravy proti albigenským patřil k nejvlivnějším centrům pravověrného učení a papež Inocenc III. jmenoval roku 1199 zdejšího opata Pierra de Castelnau a mnicha Raoula svými osobními legáty v boji proti heretikům. Válečné tažení na počátku 13. století znamenalo pro klášter přerušení stavební činnosti, ale po uzavření míru v roce 1229 výstavba opět pokračovala. Kostel z roku 1146 byl renovován a vyzdoben velkým kružbovým oknem, křížová chodba byla zaklenuta a její severní galerie zvýšena o patro.
V roce 1348 zasáhla také Frontfroide černá smrt, při které zahynuly tři čtvrtiny mnichů. Od té doby jejich počet už nikdy nebyl větší.

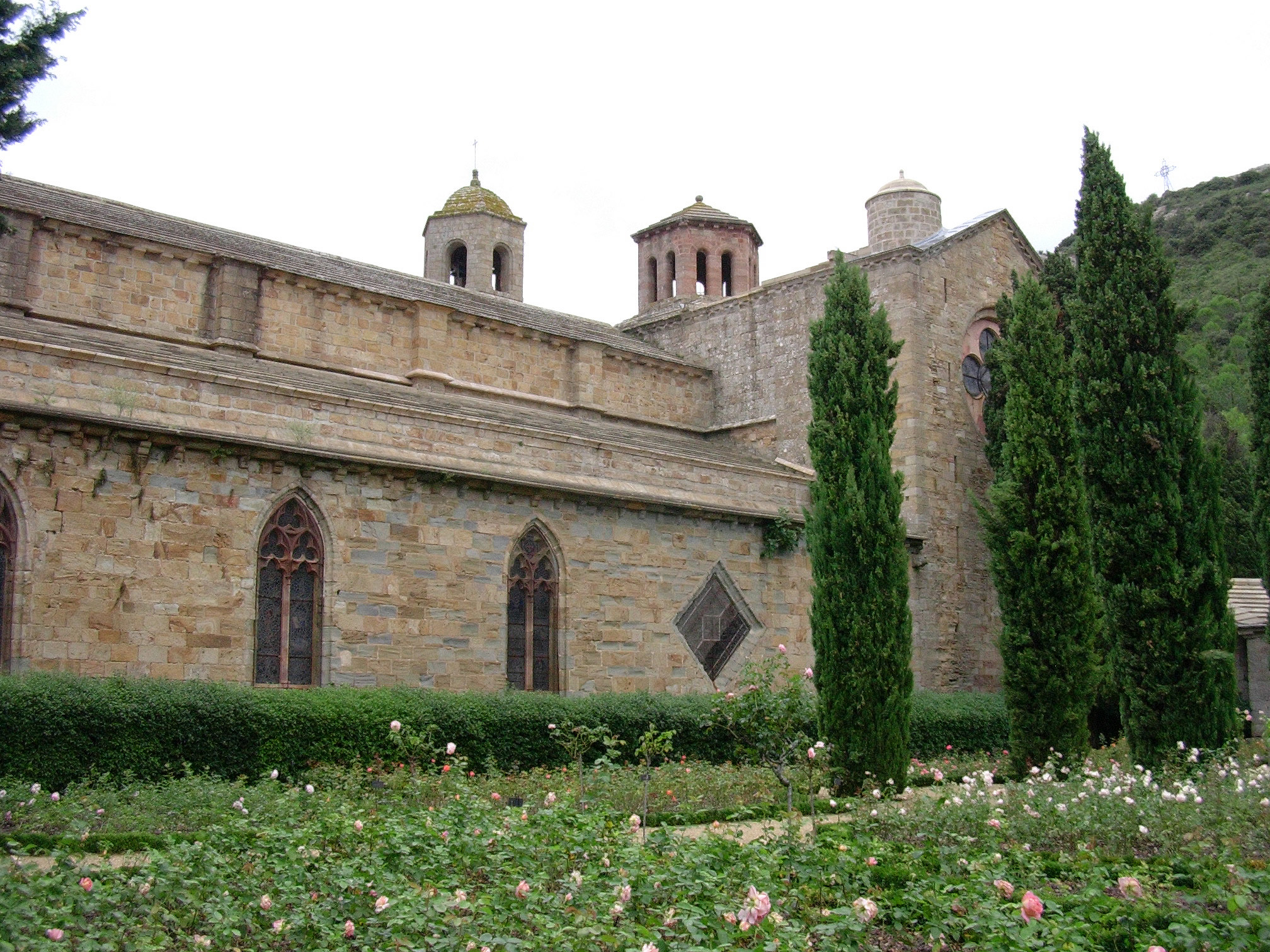
Rozárium s kostelem v pozadí

V roce 1334 byl Jaques Fournier, bývalý zdejší opat a pozdější biskup v Pamiers a Mirepoix zvolen papežem jako Benedikt XII., v pořadí třetí avignonský papež. Nechal vystavět nejstarší a v přísně cisterciáckém duchu provedenou část papežského paláce v Avignonu. Pravděpodobně za působení tohoto opata na počátku 14. století]byla jižní strana lodi rozšířena o pět kaplí čtvercového půdorysu. Opatství hrálo významnou roli ještě v 15. století v době velkého velkého schizmatu. Kvůli rostoucímu bohatství a mísení se do světských záležitostí už od 13. století ztrácel klášter svého původního přísně cisterciáckého ducha.
V 17. a obzvláště v 18. století proběhly četné přestavby a stavební úpravy. Dormitorium laických bratrů bylo přestavěno na část pro návštěvy a obytnou část pro opata, vznikla oranžérie ve vnitřním dvoře, byly založeny terasovité zahrady a postaven nový velký portál.
Poslední mnichové opustili Fontfroide v roce 1791. Klášterní budovy přečkaly Velkou francouzskou revoluci bez velkých ztrát. Klášter byl obnoven v roce 1858, kdy se zde usídlila malá komunita mnichů ze Sénanque. Poslední opat zemřel roku 1895 a klášter byl definitivně uzavřen v roce 1901. Poslední mnichové odešli do Španělska a budovy zůstaly opuštěny do roku 1908. Klášter v dražbě zakoupila skupina umělců a tím ho zachránila před zchátráním. Následovaly četné restaurátorské zásahy a opravy. Vznikly nové vitráže, umělecká kovářská výzdoba, sochy a basreliéfy na zdech a v zahradách.
V roce 1990 bylo jižně od kostela na místě původního hřbitova vybudováno rozárium s více než 3000 růžemi.

### Galerie

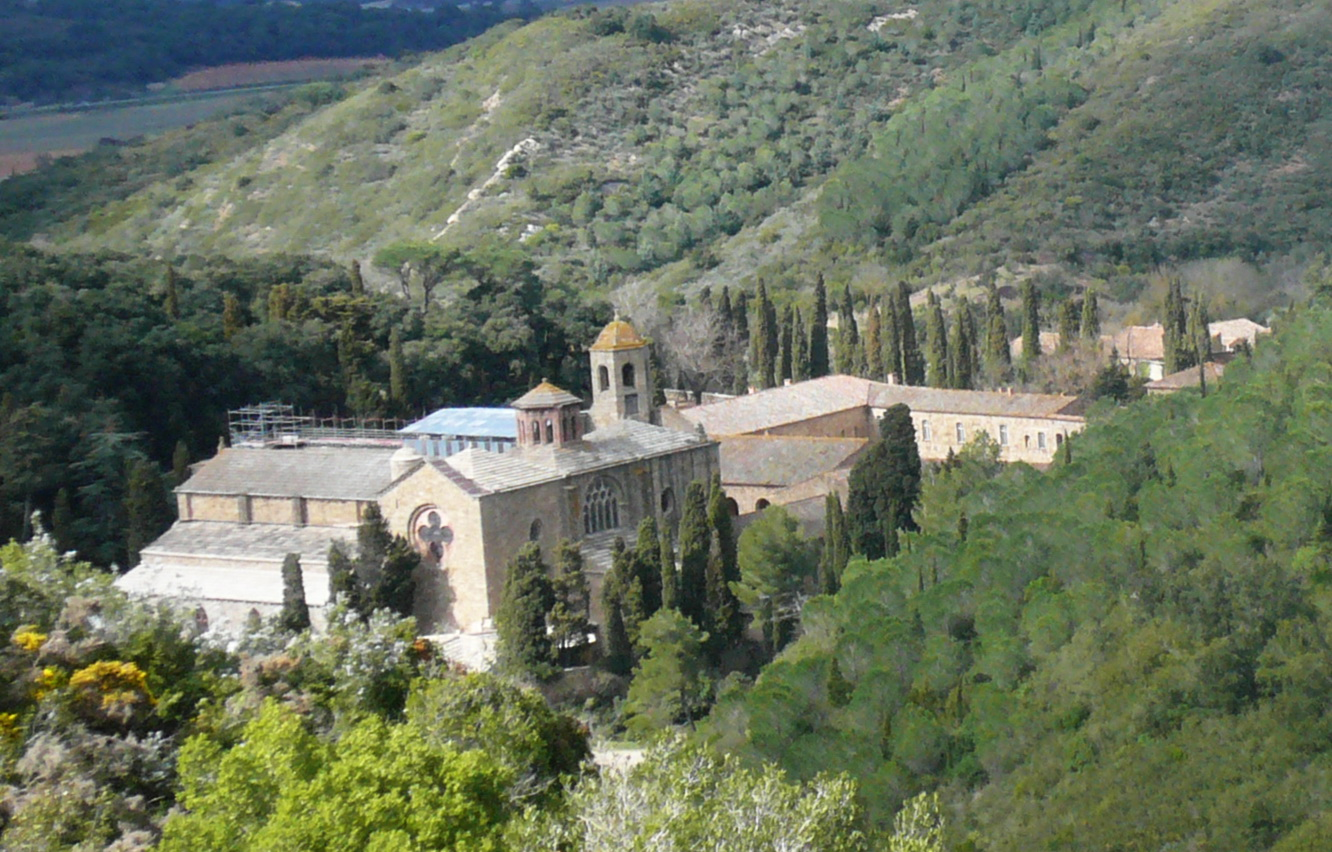
Opatství Fontfroide, celkový pohled
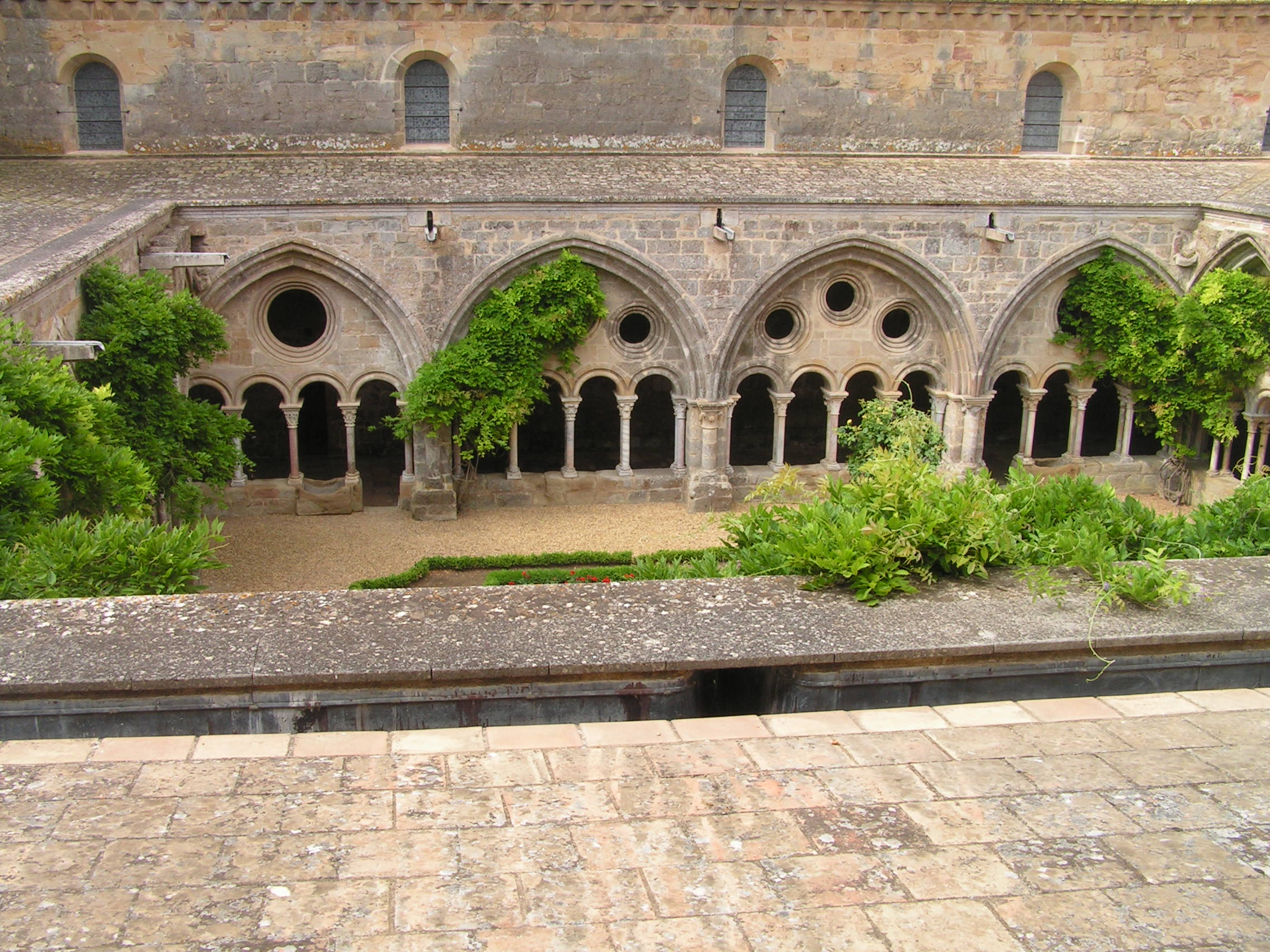
Křížová chodba
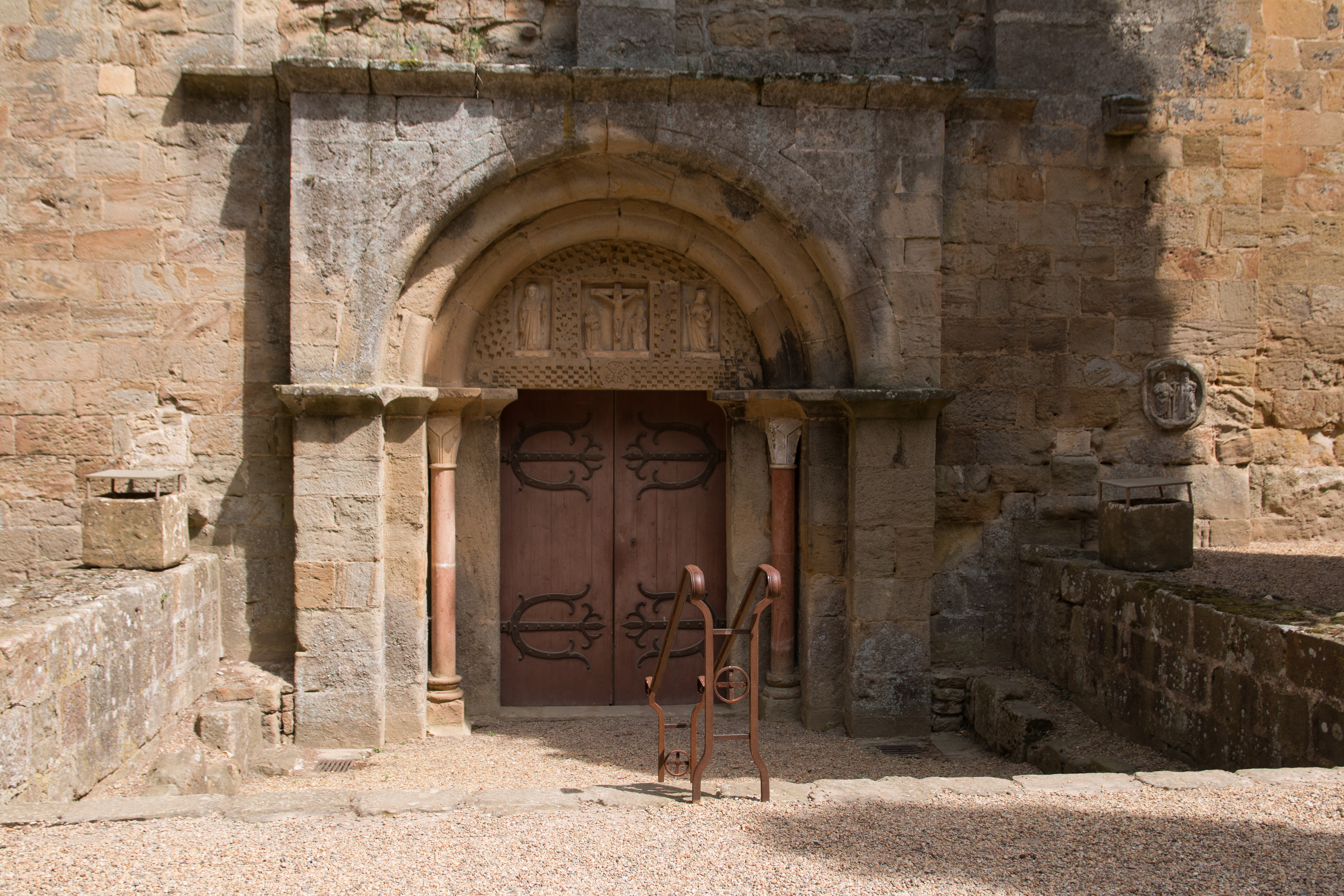
Portál kostela